# Qlona
«Qlona» (leído como «Culona») es una canción de la cantante colombiana Karol G y el cantante mexicano Peso Pluma. Fue publicada el 11 de agosto de 2023 como parte del mixtape Mañana será bonito (Bichota Season) a través de Bichota Records e Interscope. La canción logró debutar en varias listas musicales del mundo aún sin haber sido lanzada como un sencillo oficial.

## Antecedentes y lanzamiento
Karol G anunció su mixtape Mañana será bonito (Bichota Season) programado para ser lanzado el 11 de agosto de 2023 y, según su lista de canciones, «Qlona» se incluyó como la quinta pista.

## Composición
«Qlona», es una canción reguetón, en el que contiene letras sensuales que describen una noche de pasión.

## Visualizador de audio
Un visualizador de audio fue subido a YouTube en el canal oficial de Karol G el 11 de agosto de 2023, junto con otros visualizadores de audio que se estrenaron simultáneamente con el lanzamiento de Mañana será bonito (Bichota Season).

## Posicionamiento en listas
| Lista (2023)                       | Mejor posición |
| ---------------------------------- | -------------- |
| Argentina (Argentina Hot 100)      | 17             |
| Bolivia (Bolivia Songs)            | 2              |
| Chile (Chile Songs)                | 2              |
| Colombia (Colombia Songs)          | 1              |
| Ecuador (Ecuador Songs)            | 1              |
| España (PROMUSICAE)                | 7              |
| España (Spain Songs)               | 8              |
| Estados Unidos (Billboard Hot 100) | 28             |
| Estados Unidos (Streaming Songs)   | 16             |
| Estados Unidos (Hot Latin Songs)   | 1              |
| Global 200 (Billboard)             | 7              |
| Global Excl. US (Billboard)        | 5              |
| Guatemala (Monitor Latino)         | 9              |
| México (Mexico Songs)              | 3              |
| Nicaragua (Monitor Latino)         | 9              |
| Perú (Peru Songs)                  | 3              |

## Certificaciones
| País   | Organismo certificador | Certificación | Ventas certificadas | Ref.   |
| ------ | ---------------------- | ------------- | ------------------- | ------ |
| España | PROMUSICAE             | Platino       | 40 000              | [ 28 ] |

## Premios y nominaciones
| Año  | Premios            | Categoría            | Resultado | Ref.   |
| ---- | ------------------ | -------------------- | --------- | ------ |
| 2023 | Los40 Music Awards | Mejor Canción Urbana | Nominada  | [ 29 ] |